# Краківсько-віленська унія
Краківсько-Віленська унія — міждержавна угода між Великим князівством Литовським, Руським та Жемантійським й Королівством Польським, заснована на тезах Городельської унії 1413 року.
6 травня 1499 в Кракові акт унії був підписаний польською шляхтою, а 24 липня того ж року литовською знаттю у Вільні.

## Передумови унії
Після поразки в громадянській війні у Великому князівстві Литовському, Руському та Жемайтійському українсько-білоруських сил на чолі з Великим князем Литовськими, а пізніше Великим князем Руським Свидригайлом Ольгердовичем, позиції української шляхти та князів в державі були значно ослаблені.
1470 ліквідовано Київське князівство. Рух руської православної шляхти проти Литви очолили Федір Бєльський, брат померлого Київського князя Михайло Олелькович, Іван Гольшанський та інші, які змовились в 1481 вбити великого литовського князя Казиміра та підняти повстання на Русі. Ця змова була викрита. Михайло Олелькович, І. Гольшанський були страчені, а Ф. Бєльський втік до Москви.

## Укладання унії
У 1499 розпочалась війна з Османською імперією, й Польщі була потрібна підтримка Великого князівства Литовського, Руського та Жемайтійського. Наслідком тих подій стала Краківсько-Віленська унія, яку також називають Віленською. У документах, підписаних у Кракові 6 травня 1499 року та 24 липня у Вільно, зазначено, що «об'єктивні причини вимагають від Польщі та Литви чіткої взаємодії у зовнішній політиці». Обидві сторони визнали більш тісну співпрацю за вигідну, однак за умови дотримання незалежності Великого князівства Литовського.
Краківсько-Віленська унія 1499 року затверджувала принципи:
- надання взаємодопомоги у разі війни;
- оголошення війни третім державам кожною із сторін виключно за згодою іншої сторони;
- вибори правителя кожної із сторін «за порадою і звісткою» другої країни.

Третій пункт Краківсько-Віленської унії юридично затверджував факт, що мав місце від часів Кревської унії.
Однак у 1501, коли Великий князь Литовський Олександр Ягеллончик був обраний королем Польщі, він скорегував пункти унії в бік польських інтересів. Тоді ж була підписана Мельницька унія, яку, однак, не ратифікував Литовський сейм, тому незабаром вона була відмінена.
Проте завдяки тому, що наступні Великі князі Литовські Сигізмунд І і Сигізмунд II Август, котрі посідали одночасно і польський престол, не були прихильниками рішень Краківсько-Віленської унії, у князівстві Литовському протягом усієї першої половини XVI сторіччя вперто не визнавали її рішень.
На відміну від Городельській унії, Краківсько-Віленська унія не обмежувала права православної шляхти й фактично прирівнювала її з католицькою. Так, шляхетські привілеї польських панів поширювались на всю знать Литовсько-Руської держави.
Дрібна й середня шляхта Великого князівства Литовського виступала за більш тісний союз з Польщею, а найбільші магнати були категорично проти цього. Ними навіть відхилялись пропозиції поляків проводити спільні засідання сеймів, для чого магнатство Литви вигадувало десятки приводів. Отже, попри посідання трону Королівства Польського й Великого князівства Литовського однією людиною, парламентська влада країн залишалась відокремленою одна від одної.
Це тривало до початку 1560-х років.